# Asio stygius
El lechuzón negruzco (Asio stygius)  es una especie de ave estrigiforme perteneciente al género Asio que integra la familia Strigidae. Es nativo del Neotrópico.

## Nombres comunes
Del latín Asio es «lechuza con cuernos», y stygius «funesto». El nombre común recomendado por la SEO es lechuzón negruzco (Argentina, Bolivia, Paraguay). Otros nombres comunes incluyen: siguapa (Cuba), lechuzón siguapa, búho cara oscura (México),  búho orejudo (Colombia), lechuza orejita (República Dominicana), búho estigio (Honduras), lechuza estigia (Venezuela), búho cornudo oscuro (México), búho oscuro (Nicaragua) o mocho-diabo (en portugués, Brasil). En inglés es llamada stygian owl (o devil owl); en creole mèt bwa (Haití).

## Descripción
Mide entre 38 y 46 cm pesando entre 632 y 675 g, la hembra es más pesada. Grande y discreto, toda su apariencia es sombría. Exhibe en su cabeza dos largos tufos de plumas negras que se confunden con “orejas” o “cuernos”. Ojos amarillo-anaranjados. Cara negro-pardusca con cejas blanquecinas y una mancha clara bien visible en la frente entre las “orejas”. Partes dorsales negro-parduscas con pintas claras dispersas. Partes ventrales anteadas o blanco sucio con el pecho todo manchado de oscuro y gruesas estrías negro-parduscas en formato de espina de pez en el resto; remeras externas negruzcas. Cola marrón oscuro barrada de pardo. Sus dedos son desnudos pelo los tarsos emplumados.  El pico es negro.

## Distribución y hábitat
Se distribuye fragmentadamente por Argentina; Belice; Bolivia; Brasil; Colombia; Cuba; República Dominicana; Ecuador; Guatemala; Haití; Honduras; México; Nicaragua; Paraguay; Venezuela.

En Cuba, es poco común. Presente en zonas aisladas, de bosques semicaducifolios o de pinos de la Isla de la Juventud, las montañas de Pinar del Río, península de Zapata, Montañas de Guamuhaya y en la Sierra Maestra.

Ha sido dos veces ocasionalmente registrada en Texas, Estados Unidos.

Habita en una variedad de ambientes como selvas montanas húmedas, deciduas, bosques de tierras altas, de araucaria, del Chaco húmedo, isletas boscosas en la sabana, áreas abiertas arboladas, plantaciones, parques. Entre los 700 y los 3000 m s. n. m.

## Estado de conservación
A pesar de globalmente estar considerada como “no amenazada” por el IUCN, en Cuba se le considera como amenazada con categoría de “vulnerable”. En el siglo XIX era muy común en este país, pero, debido a los desmontes, actualmente sólo se encuentra los bosques de las montañas. También ha contribuido a su disminución su persecución por los campesinos que por superstición le atribuyen mala suerte a su ulular.

## Comportamiento
Solitario, de día posa en árboles frondosos, a veces en plantaciones de especies exóticas (como pinos), en general cerca del tronco, donde es más difícil de ser visto. A veces es activo antes del oscurecer. Puede frecuentar la proximidad de casas, cazando alrededor de construcciones y hasta posando en ellas. No vuela a la luz del día.

### Alimentación
Para cazar escoge como atalaya una rama sin hojas donde se posa en espera de avistar aves hasta del tamaño de una paloma urbana, reptiles, pequeños mamíferos, inclusive murciélagos que le sirven de alimento. Su estrategia consiste en moverse de rama en rama, buscando localizar sonidos emitidos involuntariamente por sus presas al rozar el follaje.

### Reproducción
Durante el período reproductivo, que coincide con la primavera en el hemisferio sur, es común el macho y la hembra vocalizar juntos próximos al local del nido. Nidifica en cavidades de árboles o raramente sobre el propio suelo, pero también existen observaciones de ocupación de grandes nidos de otras aves, como gavilanes y garzas. La alimentación de las crías ocurre durante la noche hasta el amanecer. La puesta es de dos huevos blancos.

### Vocalización
El llamado más típico es un ulular corto, fuerte y grave, “huu”, repetido a intervalos de 5-10 segundos. También da un “pis-pis” como de una persona que llama sigilosamente.

## Sistemática

### Descripción original
La especie A. stygius fue descrita por primera vez por el naturalista alemán Johann Georg Wagler en 1832 bajo el nombre científico Nyctalops stygius; localidad tipo «Minas Gerais, Brasil».

### Taxonomía
Ha sido propuesto que esta especie sea incluida en Pseudoscops, pero estudios recientes de ADN parecen confirmar su colocación en Asio; pariente muy cercano de Asio otus. Las poblaciones del noroeste de América del Sur usualmente son colocadas en robustus, algunas veces en la subespecie nominal; las subespecies lambi, noctipetens y barberoi se diferencian pobremente y posiblemente no son válidas.

### Subespecies
Según la clasificación del Congreso Ornitológico Internacional (IOC) (Versión 4.4, 2014) y Clements Checklist 6.9, se reconocen 6 subespecies, con su correspondiente distribución geográfica:
- Asio stygius barberoi Bertoni, W, 1930 - Paraguay y norte de Argentina.
- Asio stygius lambi Moore,RT, 1937 - tierras altas del oeste de México (suroeste de Chihuahua hasta Jalisco).
- Asio stygius noctipetens Riley, 1916 - La Hispaniola e Isla de la Gonâve.
- Asio stygius robustus Kelso, 1934 - desde el sur de México (Guerrero y Veracruz) de forma discontinua hasta el noroeste de Venezuela, Colombia y Ecuador.
- Asio stygius siguapa (d'Orbigny), 1839 - Cuba e Isla de Pinos.
- Asio stygius stygius (Wagler), 1832 - desde el norte de Brasil al sur hasta el este de Bolivia, noreste de Argentina y sureste de Brasil.